# Нижняя Ичежа
Нижняя Ичежа — река в России, протекает по Кологривскому району Костромской области. Устье реки находится в 267 км от устья реки Унжи по правому берегу. Длина реки составляет 11 км.
Исток реки расположен в лесу в 10 км к юго-западу от Кологрива. Река течёт на северо-восток, перед устьем поворачивает на юго-восток. Незадолго до устья на левом берегу реки деревня Павлово. Впадает в Унжу у деревни Екимцево в 3 км к западу от Кологрива.

## Данные водного реестра
По данным государственного водного реестра России относится к Верхневолжскому бассейновому округу, водохозяйственный участок реки — Унжа от истока и до устья, речной подбассейн реки — Бассей притоков Волги ниже Рыбинского водохранилища до впадения Оки. Речной бассейн реки — (Верхняя) Волга до Куйбышевского водохранилища (без бассейна Оки).
Код объекта в государственном водном реестре — 08010300312110000015426.